# Muleshoe
Muleshoe är en stad i den amerikanska delstaten Texas med en yta av 8,9 km² och en folkmängd som uppgår till 4 530 invånare (2000). Muleshoe är administrativ huvudort i Bailey County.

## Kända personer från Muleshoe
- Lee Horsley, skådespelare